# 丹江口灌区
丹江口灌区是中国湖北省襄阳的一个灌区，其水源为汉江。灌区设计面积137万亩，实际面积为54.5万亩，进水闸设计流量为立方米每秒。